# Adolfo Ferrata
Adolfo Ferrata (1880 – 1946) è stato un ematologo italiano.

## Biografia
Laureatosi in Medicina e Chirurgia a Parma nel 1904, trascorse i primi anni della carriera scientifica nelle cliniche mediche di Parma, di Napoli e di Berlino. Fu incaricato di Patologia medica a Messina e a Siena dal 1921 al 1924, quando nel novembre viene chiamato a Pavia ad assumere l’incarico della Clinica Medica, che terrà sino al 1946. 
Fedele all’Università degli Studi di Pavia, darà nuovo impulso alla Scuola che aveva creato, ed il cui nome era ormai conosciuto anche all’estero e frequentata da numerosi studiosi stranieri che venivano a Pavia per apprendere le sue originali interpretazioni su problemi di ematologia morfologica e clinica. La sua fervida attività di studioso e di ricercatore ha dato fondamentali studi sull’embriologia e sulla morfologia del sangue normale e patologico, sulla classificazione delle emopatie, sull’interpretazione patogenetica di alcune delle più importanti malattie del sangue (leucemie, anemia perniciosa, mielosi aplastiche, diatesi emorragiche e tante altre) e sulla terapia chirurgica di alcune di esse. 
Contribuì inoltre ad una migliore conoscenza dell’origine dei globuli rossi e dei globuli bianchi, delle piastrine e della struttura degli organi ematopoietici. Non meno importanti sono gli studi sulla anemia perniciosa di Biermer, della quale chiarì alcuni concetti sulla sua patogenesi; fu uno dei precursori dell’epatoterapia affermando, molti anni prima della scoperta di Minot e Murphy, che l’essenza istopatologica dell’anemia perniciosa consiste nel ritorno della eritropoiesi al periodo embrionale preepatico, quando cioè manca l’azione del fegato. 
Egli è stato, col contributo dell’opera dei suoi numerosi allievi, il fondatore della Scuola Ematologica Italiana, la cui espressione è rappresentata da “Haematologica”, l’Archivio da lui fondato, diretto e diffuso in tutto il mondo, e la cui nomenclatura, nel dibattuto campo ematologico, è oggi accettata e seguita da anatomici, clinici e ematologi. La sua sistemazione delle emopatie viene considerata come uno dei tentativi più razionali e scientifici di classificazione di questi processi morbosi, quasi tutti ad eziologia completamente sconosciuta e quindi assai difficilmente classificabili. Questi studi, vero e proprio corpo di dottrine ematologiche, sono esposti nella Morfologia normale e patologica del sangue, il primo trattato del genere pubblicato nel 1912 poi nelle Emopatie, opera in due volumi, a cui presto fece seguito una seconda edizione in cinque volumi in collaborazione con gli allievi; queste opere suscitarono consenso nella stampa italiana ed estera e furono universalmente considerate testi-base per lo studio dell’ematologia. 
Dalla sua Scuola uscirono studi di fondamentale importanza non solo nella patologia del sangue, ma anche della biologia e della clinica: ricerche sulla struttura e l’embriologia del rene, sulla morfologia istologica dei villi intestinali, sul nucleolo della cellula nervosa, sulla struttura del nucleolo, sull’essenza del complemento-emolitico, fondamentali nel campo della immunologia, o ancora studi, più recenti, sulla nefrosi lipoidea, sull’appendicite cronica, sulla cura del morbo di Basedow, sulla vaccino-terapia di alcune malattie infettive, sulle coliti, sulle ematurie, ecc. Grande diffusione e consenso hanno avuto altri trattati medici da lui diretti, tra i quali, “La diagnostica differenziale” e “Le malattie dei reni”.